# Бородаевская, Мария Борисовна
Мария Борисовна Бородаевская (26 ноября [9 декабря] 1911, Тифлис — 11 ноября 1994, Москва) — советский учёный-геолог, доктор геолого-минералогических наук (1949), профессор, Заслуженный деятель науки и техники РСФСР (1971).

## Биография
Родилась 9 декабря 1911 года в Тифлисе, в семье Бориса Николаевича Кессениха.
Училась в Ленинградском Горном институте.
Окончила Московский государственный геолого-разведывательский институт (1934).
Член ВКП(б).
В 1934—1936 годах работала во Всесоюзном институте Минерального сырья (ВИМС).
С 1936 года работала в Центральном научно-исследовательском геолого-разведывательском институте «Золото» (ЦНИГРИ).
Докторант ИГН АН СССР (1944—1948). В 1949 году защитила докторскую диссертацию о роли магматизма в образовании золоторудных месторождений.
В 1952 присвоено персональное звание Горного генерального директора 3-го ранга.
Заведующая отделом геологии (1954—1972), заведующая отделом геологии, методов прогнозирования и поисков месторождений меди (с 1972), старший научный сотрудник-консультант (с 1982) ЦНИГРИ.
Скончалась 11 ноября 1994 года в Москве.
Похоронена на Останкинском кладбище.

## Семья
- Дед — Николай Карлович Кессених (1865—1930), из обрусевших немцев, прибывших в Россию в составе русских войск, возвращавшихся из Заграничного похода 1814 года. Служил на Закавказской железной дороге.
- Бабушка — Мария Николаевна (дев. Тихонова, 1866—1956)[3].

Дядя — Кессених, Владимир Николаевич (1903—1970), физик.
- Муж — Бородаевский, Николай Иванович (1907—1989), геолог ЦНИГРИ[5].

## Вклад в науку
Сфера научных интересов — геологическое строение, генезис, прогнозная оценка месторождений меди и золота.
Создатель научной школы исследователей геологии рудных полей и месторождений меди.

## Награды
- Орден Трудового Красного Знамени
- Орден «Знак Почёта»
- Орден «Знак Почёта»
- Медали
- Почётный разведчик недр

## Публикации
Автор более 200 научных работ в области геологии и минералогии, среди них:
- Березовское рудное поле (в соавт.), М., 1947;
- Основы структурно-формационного анализа колчеданных провинций, М., 1977.

## Память
В 1995 году в ЦНИГРИ учреждена специальная премия имени Марии Борисовны и Николая Ивановича Бородаевских, присуждаемая за значительные достижения в научных исследованиях.